# Elezioni comunali nel Lazio del 2003
Le elezioni comunali nel Lazio del 2003 si tennero il 25 e 26 maggio (con ballottaggio l'8 e 9 giugno). 

## Roma

### Anzio
| Candidati e Liste                        | Voti   | %      | Seggi |
| ---------------------------------------- | ------ | ------ | ----- |
| Candido De Angelis                       | 18.223 | 66,49  | -     |
| Alleanza Nazionale                       | 7.103  | 27,55  | 9     |
| Forza Italia                             | 6.093  | 23,64  | 8     |
| Unione di Centro                         | 2.988  | 11,59  | 4     |
| Fiamma Tricolore                         | 973    | 3,77   | 1     |
| Partito Repubblicano Italiano            | 556    | 2,16   | -     |
| Aurelio Lo Fazio                         | 8.224  | 30,01  | 1     |
| La Margherita                            | 3.131  | 12,15  | 4     |
| Democratici di Sinistra                  | 2.000  | 7,76   | 2     |
| Partito della Rifondazione Comunista     | 1.508  | 5,85   | 1     |
| Federazione dei Verdi-Comunisti Italiani | 358    | 1,39   | -     |
| Unione Democratica per la Repubblica     | 188    | 0,73   | -     |
| Gualtiero Di Carlo                       | 561    | 2,05   | -     |
| Anzio Insieme 2003                       | 592    | 2,30   | -     |
| Renato Vernile                           | 400    | 1,46   | -     |
| Destra Protagonista                      | 288    | 1,12   | -     |
| Totale alle liste                        | 25.778 | 100,00 | 29    |
| TOTALE                                   | 27.408 | 100,00 | 30    |

### Cerveteri
| Candidati e Liste                                       | Voti   | %     | Seggi |
| ------------------------------------------------------- | ------ | ----- | ----- |
| Antonio Brazzini                                        | 6.594  | 36,47 | -     |
| Democratici di Sinistra                                 | 2.115  | 13,48 | 4     |
| Unione Democratici Cerveteri                            | 1.745  | 11,12 | 4     |
| Lista Civica per Brazzini                               | 1.255  | 8,00  | 2     |
| Caere Viva                                              | 585    | 3,73  | 1     |
| Una Margherita per Cerveteri                            | 497    | 3,17  | 1     |
| Lista Civica Indipendente Marina di Cerveteri           | 329    | 2,10  | -     |
| Guido Rossi                                             | 3.655  | 20,21 | 1     |
| Guido Rossi Sindaco                                     | 1.495  | 9,53  | 2     |
| Per il Nostro Futuro                                    | 592    | 3,77  | -     |
| XXII Miglio per Guido Rossi                             | 294    | 1,87  | -     |
| Noi di Cerenova                                         | 180    | 1,15  | -     |
| Gabriele Lancianese                                     | 3.623  | 20,04 | 1     |
| Forza Italia                                            | 1.438  | 9,17  | 1     |
| Alleanza Nazionale                                      | 1.055  | 6,73  | 1     |
| Lista Civica Lancianese                                 | 747    | 4,76  | 1     |
| Fiamma Tricolore                                        | 89     | 0,57  | -     |
| Nuovo PSI                                               | 48     | 0,31  | -     |
| Lamberto Ramazzotti                                     | 1.762  | 9,74  | 1     |
| Liberi e Veri                                           | 766    | 4,88  | -     |
| La Svolta                                               | 580    | 3,70  | -     |
| Pio De Angelis                                          | 1.167  | 6,45  | -     |
| Uniti per Cerveteri                                     | 466    | 2,97  | -     |
| Socialisti Democratici Italiani                         | 347    | 2,21  | -     |
| Rita Lucarini                                           | 642    | 3,55  | -     |
| Rifondazione Comunista-Altre                            | 516    | 3,29  | -     |
| Claudio Pecci                                           | 531    | 2,94  | -     |
| Lista Civica Cerenova-S. Martino-Valcanneto-Due Casette | 263    | 1,68  | -     |
| Italia dei Valori                                       | 178    | 1,13  | -     |
| Clemente Ruggiero                                       | 108    | 0,60  | -     |
| Unione Democratica per la Repubblica                    | 107    | 0,68  | -     |
| Totale alle liste                                       | 15.687 | 100   | 17    |
| TOTALE                                                  | 18.082 | 100   | 20    |

### Fiumicino
| Candidati e Liste                     | Voti   | %     | Seggi |
| ------------------------------------- | ------ | ----- | ----- |
| Mario Canapini                        | 16.779 | 54,19 | -     |
| Unione di Centro                      | 4.560  | 15,70 | 6     |
| Alleanza Nazionale                    | 4.167  | 14,35 | 5     |
| Forza Italia                          | 3.191  | 10,99 | 4     |
| Rinnovamento                          | 2.554  | 8,79  | 3     |
| Lista Civica                          | 657    | 2,26  | -     |
| Nuovo PSI                             | 566    | 1,95  | -     |
| Lista Civica                          | 390    | 1,34  | -     |
| Partito Repubblicano Italiano         | 55     | 0,19  | -     |
| Roberto Tasciotti                     | 9.645  | 31,15 | 1     |
| Democratici di Sinistra               | 4.429  | 15,25 | 5     |
| Socialisti Democratici Italiani-Altri | 1.447  | 4,98  | 1     |
| Rifondazione Comunista                | 1.216  | 4,19  | 1     |
| Comunisti Italiani                    | 863    | 2,97  | 1     |
| Federazione dei Verdi-Altri           | 397    | 1,37  | -     |
| Mario Russo                           | 3.656  | 11,81 | 1     |
| La Margherita                         | 3.222  | 11,09 | 2     |
| Italia dei Valori                     | 289    | 1,00  | -     |
| Alberto Cava                          | 551    | 1,78  | -     |
| Azione Democratica                    | 533    | 1,84  | -     |
| Sergio Mazzola                        | 332    | 1,07  | -     |
| Lista Civica                          | 507    | 1,75  | -     |
| Totale alle liste                     | 29.043 | 100   | 28    |
| TOTALE                                | 30.963 | 100   | 30    |

### Marino
| Candidati e Liste                       | Voti   | %     | Seggi |
| --------------------------------------- | ------ | ----- | ----- |
| Ugo Onorati                             | 10.314 | 45,11 | -     |
| Democratici di Sinistra                 | 2.631  | 12,50 | 6     |
| La Margherita                           | 2.489  | 11,83 | 5     |
| Socialisti Democratici Italiani         | 913    | 4,34  | 2     |
| Rifondazione Comunista                  | 789    | 3,75  | 1     |
| Lista Civica                            | 757    | 3,60  | 1     |
| L'Aquilone                              | 730    | 3,47  | 1     |
| Federazione dei Verdi-Italia dei Valori | 422    | 2,01  | 1     |
| Lista Civica di Centro-Sinistra         | 372    | 1,77  | -     |
| UDEUR                                   | 274    | 1,30  | -     |
| Adriano Palozzi                         | 4.893  | 21,40 | 1     |
| Forza Italia                            | 2.438  | 11,59 | 2     |
| Lista Civica                            | 1.122  | 5,33  | 1     |
| Lista Civica                            | 336    | 1,60  | -     |
| Unione di Centro                        | 311    | 1,48  | -     |
| Lista Civica                            | 222    | 1,05  | -     |
| Nuovo PSI                               | 186    | 0,88  | -     |
| Partito Repubblicano Italiano           | 148    | 0,70  | -     |
| Fabio Desideri                          | 4.096  | 17,92 | 1     |
| Alleanza Nazionale                      | 2.710  | 12,88 | 3     |
| Impegno Civico Marino                   | 903    | 4,29  | -     |
| Rosa Perrone                            | 2.677  | 11,71 | 1     |
| Lista Civica                            | 2.415  | 11,48 | 2     |
| Giulio Santarelli                       | 883    | 3,86  | 1     |
| Lista Civica                            | 876    | 4,16  | 1     |
| Totale alle liste                       | 21.044 | 100   | 26    |
| TOTALE                                  | 22.863 | 100   | 30    |

### Nettuno
| Candidati e Liste                                  | Voti   | %     | Seggi |
| -------------------------------------------------- | ------ | ----- | ----- |
| Vittorio Marzoli                                   | 18.741 | 69,49 | -     |
| Alleanza Nazionale                                 | 6.921  | 27,28 | 9     |
| Forza Italia                                       | 6.276  | 24,73 | 9     |
| Unione di Centro                                   | 2.549  | 10,05 | 3     |
| Partito Repubblicano Italiano                      | 1.110  | 4,37  | 1     |
| Nuovo PSI                                          | 765    | 3,01  | 1     |
| Fiamma Tricolore                                   | 429    | 1,69  | -     |
| Alberto Andolfi                                    | 6.863  | 25,45 | 1     |
| La Margherita                                      | 2.427  | 9,56  | 3     |
| Democratici di Sinistra                            | 2.284  | 9,00  | 3     |
| Federazione dei Verdi                              | 628    | 2,47  | -     |
| UDEUR                                              | 439    | 1,73  | -     |
| Comunisti Italiani-Socialisti Democratici Italiani | 168    | 0,66  | -     |
| Italia dei Valori                                  | 92     | 0,36  | -     |
| Fabrizio Salberini                                 | 728    | 2,70  | -     |
| Rifondazione Comunista                             | 704    | 2,77  | -     |
| Giuseppe Franceschini                              | 638    | 2,37  | -     |
| Lista Civica Franceschini                          | 582    | 2,29  | -     |
| Totale alle liste                                  | 25.374 | 100   | 29    |
| TOTALE                                             | 26.970 | 100   | 30    |

### Tivoli
| Candidati e Liste               | Voti   | %     | Seggi |
| ------------------------------- | ------ | ----- | ----- |
| Marco Vincenzi                  | 15.683 | 47,39 | -     |
| Democratici di Sinistra         | 7.986  | 25,56 | 12    |
| Tivoli Rinasce                  | 2.834  | 9,11  | 4     |
| Democrazia e Sviluppo           | 784    | 2,52  | 1     |
| Federazione dei Verdi           | 697    | 2,23  | 1     |
| UDEUR                           | 612    | 1,96  | -     |
| Socialisti Democratici Italiani | 491    | 1,57  | -     |
| La Città dei Diritti            | 392    | 1,26  | -     |
| Italia dei Valori               | 384    | 1,23  | -     |
| Massimo Messale                 | 14.345 | 43,27 | 1     |
| Forza Italia                    | 5.484  | 17,55 | 4     |
| Alleanza Nazionale              | 4.599  | 14,72 | 4     |
| Unione di Centro                | 1.850  | 5,92  | 1     |
| Partito Repubblicano Italiano   | 1.049  | 3,36  | 1     |
| Nuovo PSI                       | 937    | 3,00  | 1     |
| Mario Minati                    | 3.090  | 9,34  | 1     |
| La Margherita                   | 2.093  | 6,70  | 1     |
| Rifondazione Comunista          | 680    | 2,18  | -     |
| Comunisti Italiani              | 354    | 1,13  | -     |
| Totale alle liste               | 31.244 | 100   | 28    |
| TOTALE                          | 33.094 | 100   | 30    |

## Frosinone

### Ferentino
| Candidati e Liste               | Voti   | %     | Seggi |
| ------------------------------- | ------ | ----- | ----- |
| Piergianni Fiorletta            | 7.478  | 53,60 | -     |
| La Margherita                   | 2.534  | 18,75 | 5     |
| Insieme per Fiorletta Sindaco   | 1.262  | 9,34  | 2     |
| Ferentino per Ferentino         | 847    | 6,27  | 1     |
| Repubblicani Europei            | 677    | 5,01  | 1     |
| Democratici di Sinistra         | 649    | 4,80  | 1     |
| Socialisti Democratici Italiani | 564    | 4,17  | 1     |
| UDEUR                           | 425    | 3,14  | 1     |
| Area Politica Indipendente      | 384    | 2,84  | 1     |
| Federazione dei Verdi           | 154    | 1,14  | -     |
| Comunisti Italiani              | 128    | 0,95  | -     |
| Riccardo Mastrangeli            | 5.607  | 40,19 | 1     |
| Forza Italia                    | 2.149  | 15,90 | 4     |
| Alleanza Nazionale              | 945    | 6,99  | 1     |
| Unione di Centro                | 911    | 6,74  | 1     |
| Mastrangeli per Ferentino       | 705    | 5,22  | 1     |
| Roana 2003                      | 374    | 2,77  | -     |
| Nuovo PSI                       | 144    | 1,07  | -     |
| Alberto De Carolis              | 563    | 4,04  | -     |
| Rifondazione Comunista          | 420    | 3,11  | -     |
| Marco Maddalena                 | 304    | 2,18  | -     |
| In Movimento Cambiare si Può    | 245    | 1,81  | -     |
| Totale alle liste               | 13.517 | 100   | 19    |
| TOTALE                          | 13.952 | 100   | 20    |

## Latina

### Formia
| Candidati e Liste                    | Voti   | %      | Seggi |
| ------------------------------------ | ------ | ------ | ----- |
| Sandro Bartolomeo                    | 10.146 | 40,71  | -     |
| Formia con Bartolomeo                | 2.814  | 11,79  | 6     |
| Democratici di Sinistra              | 2.377  | 9,96   | 5     |
| La Margherita                        | 2.088  | 8,75   | 5     |
| Lavoratori Cristiani per Formia      | 554    | 2,32   | 1     |
| Partito della Rifondazione Comunista | 551    | 2,31   | 1     |
| Comunisti Italiani                   | 197    | 0,83   | -     |
| Giuseppe Simeone                     | 8.396  | 33,69  | 1     |
| Forza Italia                         | 4.207  | 17,62  | 3     |
| Per Simeone Sindaco                  | 3.547  | 14,86  | 3     |
| Alleanza Nazionale                   | 1.581  | 6,62   | 1     |
| Michele Forte                        | 5.530  | 22,19  | 1     |
| Unione di Centro                     | 5.082  | 21,29  | 3     |
| Fiamma Tricolore                     | 175    | 0,73   | -     |
| Silvio D'Arco                        | 466    | 1,87   | -     |
| Nuovo PSI                            | 392    | 1,64   | -     |
| Antimo Ponticelli                    | 383    | 1,54   | -     |
| Libera Formia                        | 310    | 1,30   | -     |
| Totale alle liste                    | 23.875 | 100,00 | 28    |
| TOTALE                               | 24.921 | 100,00 | 30    |

### Sezze
| Candidati e Liste       | Voti   | %     | Seggi |
| ----------------------- | ------ | ----- | ----- |
| Lidano Zarra            | 5.671  | 38,02 | -     |
| Lista Civica Zarra      | 1.459  | 10,03 | 3     |
| Lista Civica            | 1.008  | 6,93  | 2     |
| Lista Civica            | 997    | 6,85  | 2     |
| Lista Civica            | 807    | 5,55  | 2     |
| Lista Civica            | 770    | 5,29  | 2     |
| Lista Civica            | 599    | 4,12  | 1     |
| Giovan Battista Giorgi  | 4.286  | 28,73 | 1     |
| Democratici di Sinistra | 2.580  | 17,74 | 2     |
| Movimento Democratico   | 1.452  | 9,98  | 1     |
| La Margherita           | 338    | 2,32  | -     |
| Federazione dei Verdi   | 130    | 0,89  | -     |
| Unità Socialista        | 129    | 0,89  | -     |
| Giuseppe Ciarlo         | 3.280  | 21,99 | 1     |
| Forza Italia            | 1.335  | 9,18  | 1     |
| Alleanza Nazionale      | 1.021  | 7,02  | 1     |
| Fiamma Tricolore        | 466    | 3,20  | -     |
| Sergio Di Raimo         | 1.255  | 8,41  | 1     |
| Sinistra Democratica    | 1.104  | 7,59  | -     |
| Massimo La Penna        | 424    | 2,84  | -     |
| Rifondazione Comunista  | 350    | 2,41  | -     |
| Totale alle liste       | 14.545 | 100   | 17    |
| TOTALE                  | 14.916 | 100   | 20    |